# Povodně v Číně 1931

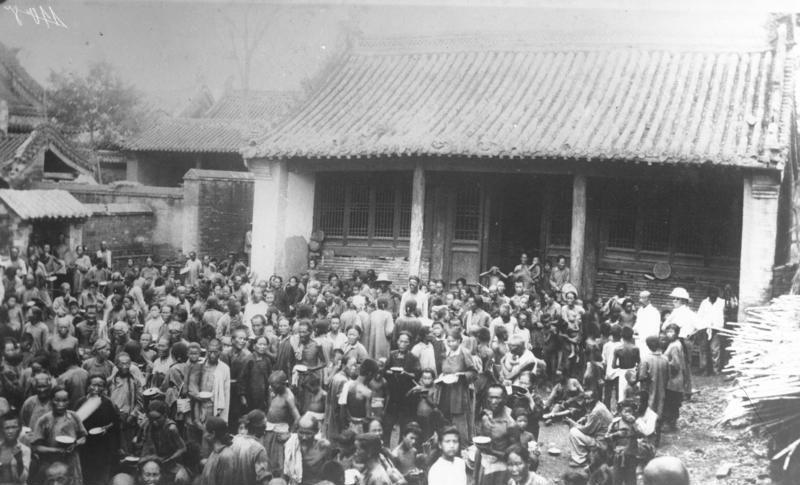
Lidé postižení obřími záplavami

Čínské povodně v roce 1931 nebo povodně na řece Jang-c’-ťiang v roce 1931 byly sérií ničivých povodní, ke kterým došlo v Čínské republice v létě roku 1931. Jsou považovány za nejtragičtější klasickou přírodní katastrofu 20. století (pokud z této kategorie vyloučíme pandemie a hladomory v důsledku neúrody). Odhady počtu obětí se pohybují od 145 000 (oficiální údaje čínské vlády) až po 4 miliony mrtvých (většina západních zdrojů).

## Příčiny, průběh a důsledky
Povodním předcházelo velké sucho v letech 1928-1930. V zimě 1930 došlo k četným sněhovým bouřím. Jarní tání zvedlo hladiny řek a půda velmi nasákla vodou. Do toho přišla vlna dešťů a cyklónů, která mimořádně zesílila v červenci 1931. Na přelomu července a srpna se vylila z břehů na mnoha místech řeka Jang-c’-ťiang. Když se přidala řeka Chuaj-che, tehdejší hlavní město Nanjing, ležící vlastně na ostrově mezi těmito dvěma řekami, se ocitlo v pasti. Tisíce lidí se utopilo, další zemřeli na vyhladovění v době odříznutí města od zbytku světa, další vlna mrtvých přišla v důsledku epidemie cholery a tyfu[nepřesný odkaz] způsobených hygienickou situací po opadnutí vody. Ve městě se rozpadl sociální řád, objevily se kriminální excesy a dokonce případy kanibalismu. 19. srpna naměřili ve městě Hankou hladinu zvýšenou o 16 metrů nad dlouhodobý normál.
25. srpna došlo k další obrovské katastrofě, kdy voda prolomila hráz rybníka Kao-jou a mohutná vlna zastihla spící město. V jedinou chvíli se tak utopilo kolem 200 000 osob. Záplavami bylo tak či onak postiženo 51 milionů lidí, což představovalo čtvrtinu tehdejší čínské populace. Navzdory tomu, že vláda Kuomintangu počet obětí podhodnocovala, neboť nebyla v chaosu po druhé čínsko-japonské válce a v začínající čínské občanské válce schopna situaci nějak technologicky řešit, v čínském vědomí zanechala katastrofa hlubokou stopu, ba trauma, které po druhé světové válce formovalo politiku Čínské lidové republiky v oblasti vodohospodářství. Čína se dodnes pokouší vodní živly zkrotit sérií obřích přehrad.